# 349 v. Chr.
Portal Geschichte | Portal Biografien | Aktuelle Ereignisse | Jahreskalender | Tagesartikel

◄ |
5. Jahrhundert v. Chr. |
4. Jahrhundert v. Chr. |
3. Jahrhundert v. Chr. |
►

◄ | 360er v. Chr. | 350er v. Chr. | 340er v. Chr. | 330er v. Chr. |
320er v. Chr. |
►

◄◄ | ◄ | 352 v. Chr. | 351 v. Chr. | 350 v. Chr. | 349 v. Chr. |
348 v. Chr. |
347 v. Chr. |
346 v. Chr. |
► |
►►

## Ereignisse

### Griechenland
- Olynth nimmt die makedonischen Thronprätendenten Arrhidaios und Menelaos, Halbbrüder König Philipps II. auf. Dieser fordert die Auslieferung; als diese verweigert wird, greift er die Stadt an. Diese wird von den Athenern unterstützt, die erst ihren Feldherrn Chares schicken, der bald von Charidemos abgelöst wird. In Athen selbst schwört Demosthenes die Bevölkerung in drei Olynthischen Reden (Teil seiner Philippika) auf einen antimakedonischen Kurs ein.
- Rebellion Eretrias auf Euböa gegen Athen

### Persisches Reich
- Persien wirft den Aufstand auf Zypern nieder.

## Gestorben
- Appius Claudius Crassus, römischer Konsul
- Leukon I., König des Bosporanischen Reiches
- um 349 v. Chr. Orontes I., Satrap Armeniens zur Zeit Artaxerxes III.